# Carter Phillips
Carter Phillips (Richmond, 1987) is een Amerikaans professioneel pokerspeler. Hij won onder meer het €8.000 No Limit Hold'em Main Event van de European Poker Tour Barcelona 2009 (goed voor $1.216.023,- prijzengeld) en het $1.500 No Limit Hold'em - Six Handed-toernooi van de World Series of Poker 2010 (goed voor $482.774,-). Phillips won tot en met juni 2014 meer dan $2.650.000,- in pokertoernooien, cashgames niet meegerekend.

## Wapenfeiten
Phillips had alleen een tiende plaats in het $2.500 No Limit Hold'em-toernooi van de Latin American Poker Tour II in Viña del Mar op zijn conto staan, toen hij in september 2009 zijn naam vestigde op de EPT in Barcelona. Door 427 andere spelers voor te blijven, was hij in één klap miljonair. Twee dagen eerder was hij in Barcelona ook al derde geworden in het €1.000 No Limit Hold'em-toernooi, wat hem nog ruim $20.000,- opleverde.
Zijn bezoek aan zijn eerste World Series of Poker (WSOP) in juni 2010 was - sportief - zo mogelijk nog een geslaagder evenement voor Phillips. Hij won er niet alleen zijn eerste WSOP-titel, maar speelde zich daarnaast ook in drie andere toernooien in het prijzengeld. Hij werd vierde in het door Phil Gordon gewonnen $5.000 Ante Up For Africa Charity Event, 48e in het $1.500 No Limit Hold'em-toernooi en 483e in het Main Event, samen goed voor nog ruim $75.000,-.

## WSOP-titel
| Jaar                       | Toernooi                           | Prijs      |
| -------------------------- | ---------------------------------- | ---------- |
| World Series of Poker 2010 | $1.500 No Limit Hold'em Six Handed | $482.774,- |
| World Series of Poker 2012 | $1.500 No Limit Hold'em            | $664.130,- |